# Nescicroa excelsa
Nescicroa excelsa är en insektsart som först beskrevs av Ludwig Redtenbacher 1908.  Nescicroa excelsa ingår i släktet Nescicroa och familjen Diapheromeridae. Inga underarter finns listade i Catalogue of Life.